# بساط الريح (مجلة)
مجلة بساط الريح هي مجلة لبنانية أسبوعية عن مؤسسة بساط الريح، وهي التي تصدر عدداً آخر من المجلات المشابهة مثل طرزان، المغامرات المصورة. رئيسة تحرير المجلة فاطمة بعلبكي، والمديرة المسؤولة ليلى خليفة، والمشرف الفني مظهر الحسلة. صدر العدد الأول في مارس 1978م. شعار المجلة على باطن الغلاف هو مجلة النشء الجديد في العالم العربي، موجهة للأطفال من سن الثامنة إلى سن العشرين. القطع 23 × 16 سم، لا تحوي المجلة على مقدمة. وتتمثل الشخصيات الجديدة في أبطال القصص الكرتونية التي يُتَّفق عليها، مثل «برهان رجل العصر الحجري» و «لوريل وهاردي»، فلاش جوردان، ونبهان. بالإضافة إلى أبطال متفرقين، يُلاحظ أن الكرتون هنا إما قصص مسلسلة تستكمل في الأعداد القادمة أو قصص كاملة من عدة صفحات أو صفحة واحدة مثل شخصية نفنوف.
لا توجد في المجلة إشارة إلى المؤلف أو الرسام، أو الشركة الأصلية المأخوذ عنها القصص، عدد صفحات الأستربس 42 صفحة في أغلب الأعداد من بين 52 صفحة هناك صفحات أبيض وأسود مثل نادي بساط الريح، وهدفه نشر هوايات وصور القراء، ويُلاحظ أن عدداً كبيراً منهم من ليبيا وسوريا والسعودية. هناك أيضاً مساهمات من القراء أغلبها معلوماتية تحت اسم مساهمات الأصدقاء الأدبية، كما تنشر المجلة رسوماً للقراء بالإضافة إلى وجود كاريكاتير مترجم في الصفحة الثانية، ويتضح من رسائل بعض القراء أنهم في سن المراهقة. تحوي صفحات أخرى أيضاً مواضيعَ علمية مثل مختبر الصغار، تعلم القراء كيف يصنعون أشياء في معاملهم الصغيرة، كما أن هناك مسابقة أسبوعية في المجلة تتلخص في حل بعض الفوازير البسيطة، وللمسابقة جوائز عبارة عن أدوات ألعاب رياضية، وتنشر أسماء الفائزين مشفوعة بأوطانهم، ويلاحظ أن أكبر عدد من الفائزين من سوريا، ثم لبنان، وليبيا. لا تحوي المجلة شعاراً، وسعرها عام 1981م في لبنان 300 قرش لبناني. لا تعتمد المجلة على الإعلانات، والإعلان الموجود هو عن مطبوعات الدار لأخرى وهناك إشارات مختصرة عن الأبطال الموجودين داخل العدد، باعتبار أنه ليس هناك فهرس.